# 横浜市主要地方道82号山下本牧磯子線

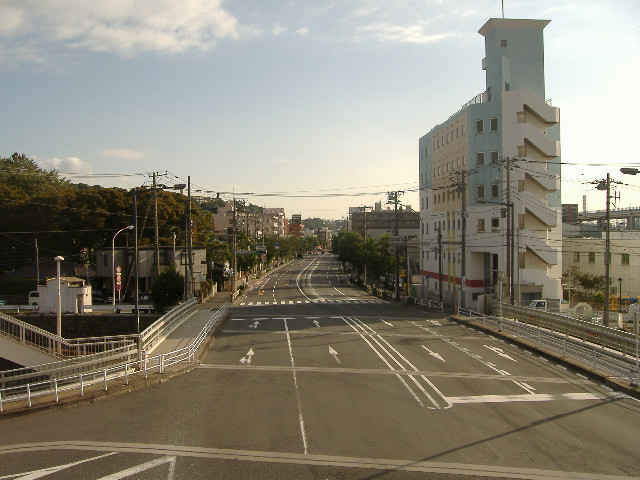
終点の磯子区八幡橋付近。奥が根岸駅・山下町方面

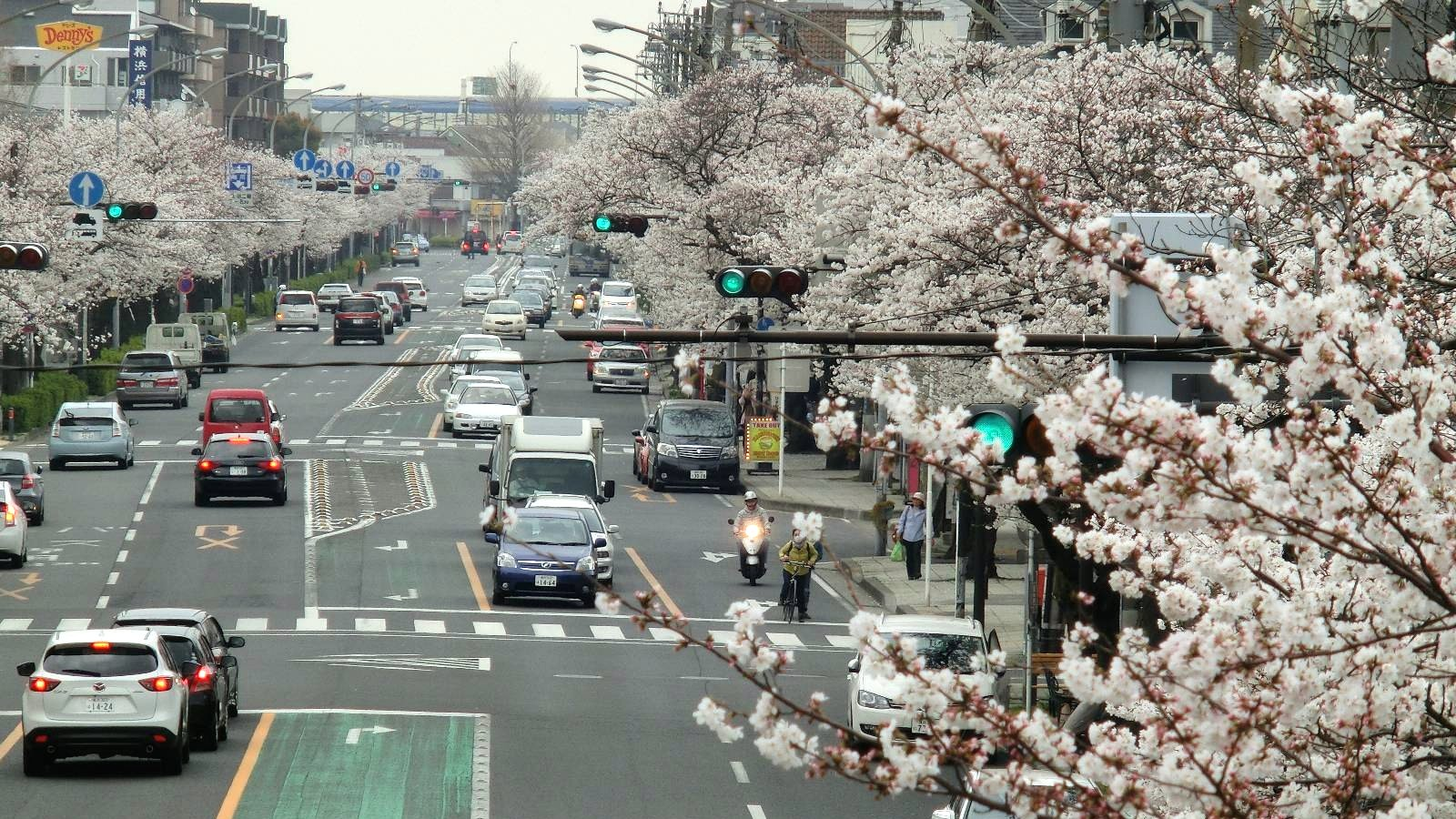
中区・間門小学校付近より東望

横浜市主要地方道82号山下本牧磯子線（よこはまし しゅよう ちほうどう 82ごう やました ほんもく いそご せん）は、横浜市中区山下町から磯子区磯子に至る、主要地方道に指定されている横浜市道である。山下町の山下公園前の通りは山下公園通り、本牧付近は本牧通りともよばれる。

## 歴史
山下公園通りは、古くは1865年（慶応元年）、フランス人のM・クリペットが作成した「横浜絵図面」に「THE BUND」と表記されているのがみられる。1987年（昭和62年）8月10日に山手通りとともに、港町ヨコハマのエキゾチックな道として、旧建設省と「道の日」実行委員会により制定された「日本の道100選」の一つにも選ばれている。

## 路線状況
山下公園通りには、石張りで整備され絵タイルが埋め込まれた歩道がある。

### 通称名
山下公園通り
大桟橋付近の開港広場前交差点から山下橋までの、名の通り山下公園沿いの通称道路名。「日本の道100選」（1987年）のほか、読売新聞社選定の「新・日本街路樹100景」（1994年）のひとつに選定されている。
本牧通り
横浜市中区山手町の山手トンネルから本牧市街地を経て、根岸町までの通り。このうち、山手警察署前交差点から根岸町の間門交差点（国道357号交点）までの一部区間が、山下本牧磯子線に指定される。
中通り
中区根岸町の間門交差点から磯子区の八幡橋交差点（国道16号交差点）までの根岸市街地内を走る通り。JR根岸線にほぼ並行する。

## 地理
山下公園通り沿いにある日本初の臨海公園として整備された山下公園は、大桟橋入口から山下埠頭まで7.4ヘクタール、長さ約1kmに渡って芝生と花壇ひろがり、野口雨情が作詞した童謡「赤い靴」の少女の像が建っていることでも有名である。山下公園前の横浜港には、かつて北米航路で活躍した氷川丸が係留されており、東京湾岸道路の横浜ベイブリッジ、鶴見つばさ橋を見ることができる。「日米和親条約締結の地」の記念碑が建つ起点・開港広場は、公園と道路が一体となって整備され、「港町ヨコハマ」のシンボルともなっており、公園に隣接して横浜開港資料館がある。その他山下公園前のイチョウ並木の沿道に、横浜のシンボルでもある横浜マリンタワー、横浜最古のホテルであるホテルニューグランド、世界各国の人形がコレクションした横浜人形の家などが立ち並ぶ。道路は南に向かって横浜港沿岸の市街地に沿って山下町から本牧、根岸町を経て磯子へと延びている。本牧通りは、海岸沿いの産業道路（国道357号）をショートカットするように丘を越えていく。

### 通過する自治体
- 横浜市（中区 - 磯子区）

### 交差する道路
- 国道133号（中区開港広場前交差点）
- 首都高速神奈川3号狩場線 （中区・立体交差により未接続）
- 横浜市道関内本牧線 （中区山手警察署前交差点）
- 国道357号（中区間門交差点）
- 横浜市主要地方道80号横浜駅根岸線（中区根岸不動下交差点）
- 国道16号 （磯子区八幡橋交差点）

間門交差点付近から根岸駅前付近にかけては、上下計5車線のうちの3車線目を時間帯によって使い分ける「中央線変移（可変車路）」が行われていたが、2001年（平成13年）の首都高速湾岸線三渓園 - 幸浦間開通後に上下各2車線に戻されている。
Google マップ

### 沿線
- 横浜港
- 山下公園（中区山下町）
- 産業貿易センタービル（中区山下町）
- 神奈川県立県民ホール（中区山下町）
- ホテルニューグランド（中区山下町）
- 横浜マリンタワー（中区山下町）
- 横浜人形の家（中区山下町）
- みなと赤十字病院（中区新山下3丁目）
- 山手警察署（中区本牧宮原）
- 本牧山頂公園（中区和田山）
- 神奈川県立衛生看護専門学校（中区根岸町）
- ENEOS根岸製油所（磯子区鳳町）
- JR根岸駅（磯子区西町）
- 横浜プールセンター（磯子区原町）